# Naturskog

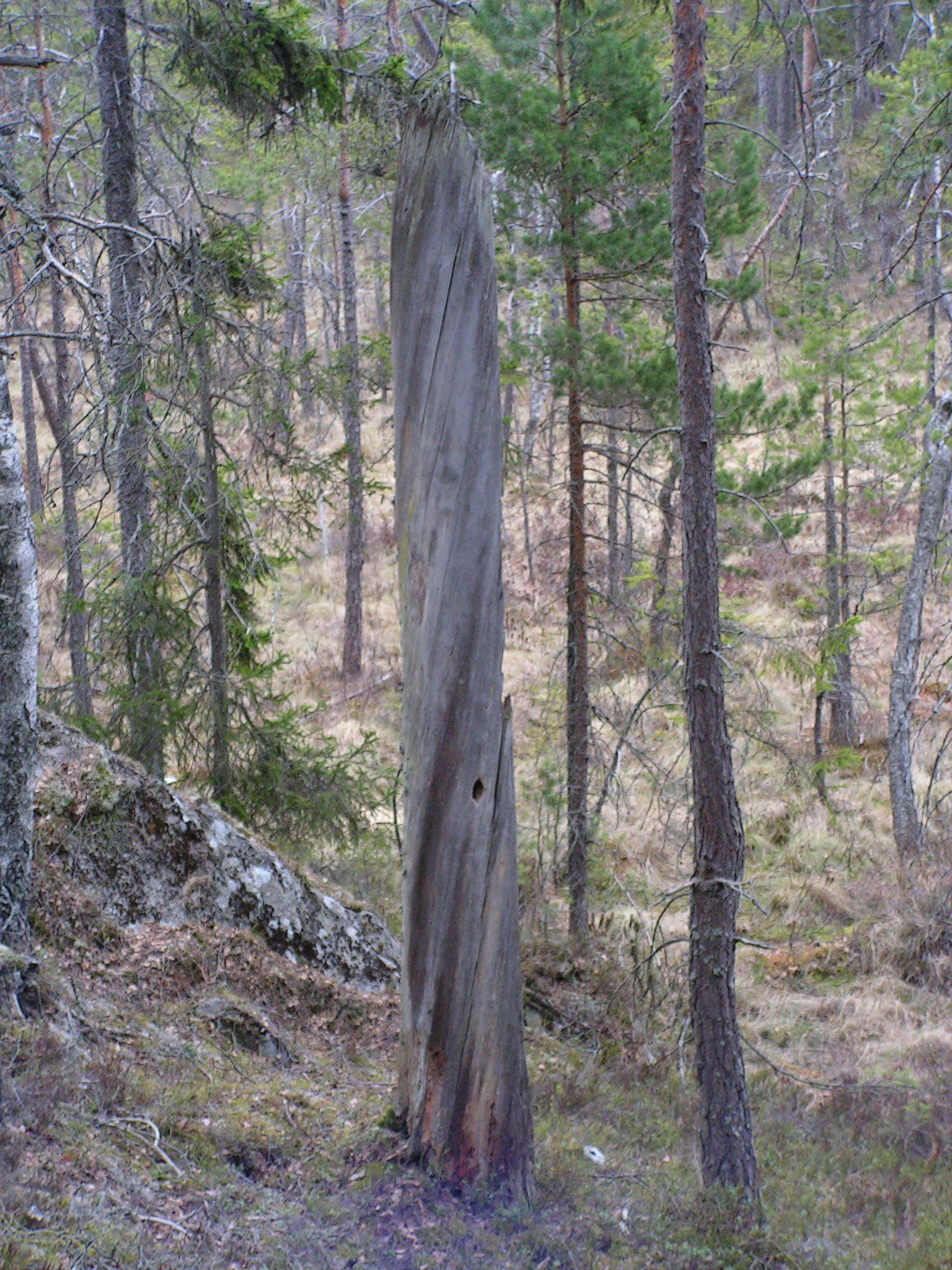
Naturskog.

Naturskog kallas skog som varit opåverkad av mänskliga aktiviteter så länge att den till största delen återfått de egenskaper som kännetecknar urskog. En naturskog är ofta varierad och ger fler livsutrymmen åt svampar, lavar, växter och djur. Man skiljer mellan primär naturskog som alltid har varit skog, även då den utsatts för mänsklig påverkan, och sekundär naturskog som under någon tid varit öppen odlingsyta eller annan typ av öppen mark och därefter växt igen när marken lämnats obrukad.

## Källhänvisningar
1. ↑  ”Olika typer av skog med höga naturvärden”. Naturvårdsverket. https://www.naturvardsverket.se/amnesomraden/skyddad-natur/bevara-hoga-naturvarden-och-fa-ersattning/olika-typer-av-skog-med-hoga-naturvarden/. Läst 7 juni 2025.